# Orciano Pisano
Orciano Pisano er en kommune i Toscana i Italien, med omkring 632(2023) indbyggere.
1. 1 2  demo.istat.it (fra Wikidata).